# Государственная премия Киргизской ССР в области науки и техники
Государственная премия Киргизской ССР в области науки и техники (кирг. Кыргыз ССРинин илим жана техника боюнча мамлекеттик сыйлыгы), — одна из государственных премий республик СССР.
Была учреждена 30 ноября 1967 года постановлением Совета министров Киргизской ССР № 647. Решение о присуждении премии принималось Комитетом по государственным премиям Киргизской ССР и утверждалось ЦК КП Киргизии и Советом министров Киргизской ССР.
Вручалась один раз в два года. Лауреаты получали звание «Лауреат Государственной премии Киргизской ССР», диплом, почётный знак с датой присуждения и денежный приз в размере 2500 рублей.
Присуждалась:
- за научные исследования, вносящие крупный вклад в развитие отечественной науки,
- за создание и внедрение в промышленность и сельское хозяйство наиболее прогрессивных материалов, машин и механизмов, новых высокопроизводительных технологических процессов,
- за внедрение передового производственно-технического опыта, имеющего большое народнохозяйственное значение,
- за оригинальные и экономичные строительные и технические сооружения,
- за глубокие теоретические исследования в области общественных наук, содействующие решению задач коммунистического строительства, дальнейшему подъёму экономики и культуры и получившие признание широкой общественности,
- за учебники для высших и средних специальных учебных заведений и для средней школы,
- победителям социалистического соревнования.

В 1991 году заменена на Государственную премию Кыргызской Республики в области науки и техники.

## Неполный список лауреатов
- Арстанбек Алтымышев (1970)
- Иса Ахунбаев (1970)
- Бегималы Джамгерчинов (1970)
- Керимкул Орозалиев (1970)
- Юрий Андреев (1972)
- Энгель Иманов (1972)
- Джамин Акималиев (1976)
- Яков Бочкарёв (1976)
- Касымбек Жунушов (1976)
- Дмитрий Зубков (1976)
- Камал Султанов (1976)
- Пётр Чмырь (1976)
- Малик Акчабаев (1978)
- Мирсаид Миррахимов (1980)
- Ильгиз Айтматов (1984)
- Геннадий Секисов (1984)
- Самибек Игембердиев (?)
- Евгений Писарской (?)
- Степан Раковец (?)
- Канышбек Сагинбаева (?)